# 蓬莱珍
蓬莱珍（學名：Lysimachia formosana），珍珠菜屬。

## 形态特征
蓬莱珍为多年生草本植物，分布以东北角海边沙砾滩为最多，但是它的生长范围不是以海边为限，平地、山区都可以看到它的芳踪。它的植株不高，约只有10cm，成倾卧性的生长，全株有细毛，叶子呈菱形，对生，花为雌雄同株，花萼五裂，花冠也是五裂，黄色，果实为蒴果，棕色。是台湾的特有植物之一。